# Toi mon amour (chanson)
Pour les articles homonymes, voir Toi mon amour.
Singles de Marc Lavoine
Je me sens si seul
(2005) Tu m'as renversé
(2006)
Pistes de L'Heure d'été
Je me sens si seul
(2)
Toi mon amour est une chanson écrite et interprétée par Marc Lavoine et composée par Christophe Casanave. Elle figure en tant que première piste et second single de l'album L'Heure d'été, sorti en 2005.

## Liste des titres
| 1. | Toi mon amour                | Marc Lavoine | Christophe Casanave                | 3:38 |
| 2. | On est passé à l'heure d'été | Marc Lavoine | Marc Lavoine, Jean-François Berger | 3:07 |

## Classements

### Classements hebdomadaires
| Classement (2006)                       | Meilleure position |
| --------------------------------------- | ------------------ |
| Belgique (Wallonie Ultratop 50 Singles) | 10                 |
| France (SNEP)                           | 8                  |
| Suisse (Schweizer Hitparade)            | 43                 |

### Classement de fin d'année
| Classement (2006)            | Position |
| ---------------------------- | -------- |
| Belgique (Wallonie Ultratop) | 73       |

## Historique de sortie
| Pays    | Date           | Format             | Label   |
| ------- | -------------- | ------------------ | ------- |
| France, | 9 janvier 2006 | CD single, CD maxi | Mercury |